# Tigrinhos
Tigrinhos là một đô thị thuộc bang Santa Catarina, Brasil. Đô thị này có diện tích 57,439 km², dân số năm 2007 là 1741 người, mật độ 33,7 người/km².